# Corina Randazzo
Corina Nadia Randazzo Lagamma, más conocida como Corina Randazzo, (Argentina, 25 de julio de 1991) es una modelo, presentadora de televisión y actriz argentina afincada en Andorra. Se dio a conocer en el dating show Un príncipe para Corina, del que fue la principal protagonista en su primera temporada.

## Biografía
Corina Randazzo nació en Argentina en 1991, pero pronto se trasladó a vivir a Málaga junto con sus padres. Comenzó a trabajar a la edad de 15 años como dependienta en una tienda de ropa. Su popularidad llegó en el año 2013 de la mano del dating show de Cuatro Un príncipe para Corina, donde fue la protagonista.

## Carrera
Después de saltar a la fama gracias a su participación en el programa Un príncipe para Corina, la protagonista del dating participó en el programa de TVE ¡Mira quién baila!. Tras eso, comenzó su carrera como modelo posando para sesiones fotográficas y para varias revistas de moda, además de presentar la gala Top Model Spain en 2015.
En abril de 2016 comenzó a presentar el programa Vergüenza ajena Made in Spain, versión española del programa Ridiculousness, junto a Luis Fernández y Mbaka Oko en MTV, también emitido por Neox a partir de septiembre del mismo año.
En cuanto a su faceta como actriz, comenzó a formarse en el mundo de la interpretación en 2013 en la Escuela Recabarren en Madrid. Dos años más tarde, en 2015, participó por primera vez en una obra de teatro con la obra Hamlet y Ofelia, donde interpreta el papel de Ofelia. En 2016 participa en dos obras: la primera llamada Burundanga, en el Teatro Lara y la segunda llamada Windermere Club, donde interpreta a Sara.
El 2 de diciembre de 2016 se estrenó el largometraje Villaviciosa de al lado, protagonizada por Carmen Machi, donde Corina interpreta a Merche. En 2017 se conoce la noticia de que es una de las protagonistas del docushow Viajeras con B del canal Ten junto a Miriam Giovanelli y Cangrejo Rojo.

## Filmografía

### Películas
| Películas | Películas               | Películas       | Películas        |
| Año       | Título                  | Personaje       | Notas            |
| --------- | ----------------------- | --------------- | ---------------- |
| 2016      | Villaviciosa de al lado | Merche          | Papel secundario |
| 2017      | La Sonrisa              | Mujer sin hogar | Cortometraje     |

### Teatro
| Obras de teatro | Obras de teatro | Obras de teatro | Obras de teatro |
| Año             | Título          | Personaje       | Notas           |
| --------------- | --------------- | --------------- | --------------- |
| 2015            | Hamlet y Ofelia | Ofelia          | Papel principal |
| 2015            | Locos de amor   | May             | Papel principal |
| 2016            | Burundanga      | Berta           | Papel principal |
| 2016            | Windermere Club | Sara            | Papel principal |

### Programas de televisión
| Programas de televisión | Programas de televisión       | Programas de televisión | Programas de televisión |
| Año                     | Título                        | Cadena                  | Notas                   |
| ----------------------- | ----------------------------- | ----------------------- | ----------------------- |
| 2013                    | Un príncipe para Corina       | Cuatro                  | Participante            |
| 2013                    | Un año de amor                | Cuatro                  | Colaboradora            |
| 2014                    | ¡Mira quién baila!            | TVE                     | Concursante             |
| 2016 - 2017             | Vergüenza ajena Made in Spain | MTV y Neox              | Presentadora            |
| 2017                    | Tú, yo y mi avatar            | Cuatro                  | Colaboradora            |
| 2017                    | Viajeras con B                | Ten                     | Presentadora            |
| 2017                    | Me lo dices o me lo cantas    | Telecinco               | Concursante             |